# 치펑루역
츠펑루역(赤峰路站)은 상하이 훙커우구 중산베이 1로·츠펑로에 위치한 상하이 지하철 3호선의 고가 상대식 역이다.
이 역은 계획 당시 상눙신춘역(上农新村站)이라는 역명을 사용했지만 공식적으로 사용된 적은 없다.

## 역 구조
| 4층 | 상대식 승강장, 오른쪽 출입문이 열림 | 상대식 승강장, 오른쪽 출입문이 열림     |
| 4층 | ←                                   | ■3호선 상하이 남역 방면 (훙커우 축구장) |
| 4층 | →                                   | ■3호선 장양베이루 방면 (다바이슈)       |
| 4층 | 상대식 승강장, 오른쪽 출입문이 열림 |                                         |
| 3층 | 대합실                              | 개집표기, 자동매표기, 유인 안내데스크   |
| 3층 | 상점                                |                                         |
| 1층 | 출구                                | 1-4출구                                 |

## 출구
|           |                                                   |      |  |
| 출구 번호 | 출구 위치                                         | 사진 |  |
| 1번 출구  | 광링2로(广灵二路) 남측, 광지로(广纪路) 동측       |      |  |
| 2번 출구  | 중산베이1로(中山北一路) 서측, 위톈로(玉田路) 북측 |      |  |
| 3번 출구  | 광지로(广纪路) 동, 철도역 남측                    |      |  |
| 4번 출구  | 광지로 동측, 위톈로 북측                          |      |  |

## 연결 가능한 버스 노선
51, 52, 115, 139, 132, 167, 302, 329, 502, 537, 723, 817, 829, 854, 933, 942, 952, 991

## 역 인근
- 상하이 기술물리연구소
- 상하이 재경대학
- 상하이 외국어대학

## 같이 보기
1. ↑  “国内首条城市高架铁道上海明珠线即将通车(附图)”. 《新闻中心》. 2016년 8월 12일에 원본 문서에서 보존된 문서. 2021년 4월 5일에 확인함.